# Dorkovo, Pazardjik
Dorkovo (în bulgară Дорково) este un sat în comuna Rakitovo, regiunea Pazardjik,  Bulgaria. 

## Demografie
Componența etnică a satului Dorkovo
     Bulgari (59,66%)
     Romi (5,87%)
     Nicio identificare (34,46%)
     Altele (0,61%)
La recensământul din 2011, populația satului Dorkovo era de 2.774 locuitori. Din punct de vedere etnic, majoritatea locuitorilor (59,66%) erau bulgari, cu o minoritate de romi (5,87%). Pentru 34,46% din locuitori nu este cunoscută apartenența etnică.